# Attentat de Fiumicino
L'Attentat de Fiumicino est une série d'attentats et de détournements d'avions menés le 17 décembre 1973 par des terroristes palestiniens à l'aéroport Léonard-de-Vinci de Rome Fiumicino, en Italie, qui ont coûté la vie à 34 personnes.
Les attaques commencent par un assaut contre le terminal de l'aéroport et une prise d'otages, qui font deux morts.
Puis les terroristes prennent d'assaut deux avions au départ : 
- le vol 110 de la Pan American World Airways, vol régulier entre Rome (Italie) et Téhéran (Iran) via Beyrouth (Liban), est attaqué et incendié par des terroristes palestiniens, ce qui provoque la mort de trente personnes dans l'appareil[2].
- le vol 303 de la Lufthansa qui décolle vers le Koweït. Deux personnes sont tuées à bord, les terroristes sont ensuite arrêtés par les forces de l'ordre du Koweït[3].

## Contexte
Depuis le démantèlement de l'Organisation de libération de la Palestine (OLP) de Jordanie, à la suite de la période dite de Septembre noir (1970-1971), les organisations militaires palestiniennes ont fait du Liban-Sud leur quartier général, recrutant des militants des camps de réfugiés palestiniens. Le Sud-Liban est également désigné sous le nom de Fatahland, en raison du contrôle presque total de celui-ci par des organisations militaires palestiniennes de cette région officiellement libanaise, utilisée pour lancer des attaques contre Israël, visant principalement des civils, et pour participer à une campagne terroriste internationale.

## Invasion du terminal et attentat du vol 110 de la Pan Am

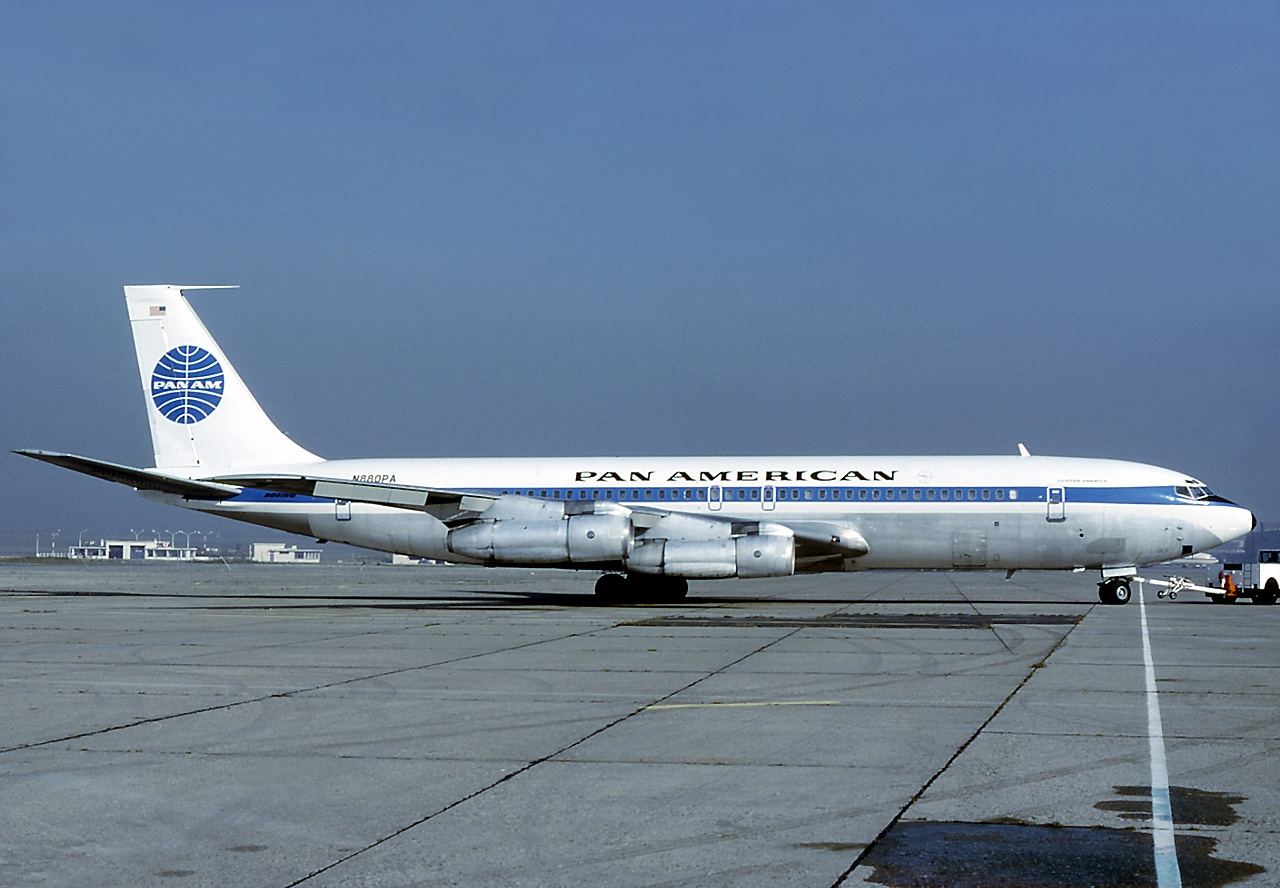
Boeing 707-321B, Pan American World Airways

Le 17 décembre 1973, le vol 110 de la Pan Am devait decoller de Rome jusqu'à Beyrouth au Liban, puis à Téhéran (Iran). Aux commandes du Boeing 707-321B ( immatriculation N407PA, N407PA, Clipper Celestial )  se trouvaient le capitaine Andrew Erbeck, le premier officier Robert Davison et le mécanicien navigant Kenneth Pfrang,.
Vers 12h51 heure locale, alors que les passagers du vol 110 s'apprêtaient à embarquer, cinq Palestiniens traversèrent l'aérogare, armés d'armes à feu automatiques et de grenades. Les terroristes ont retiré les mitraillettes des sacs à main et ont commencé à tirer dans tout le terminal, brisant les fenêtres et tuant deux personnes. L’équipage dans le Poste de pilotage de l’appareil a pu observer les voyageurs et les employés de l’aéroport dans le bâtiment en quête de protection. Le commandant Erbeck a annoncé par le système de sonorisation de l'avion qu'il y avait du bruit dans l'aérogare et a ordonné à tous à bord de se mettre à terre.
Plusieurs hommes armés ont traversé le tarmac en direction du jet panaméricain, lançant au moins deux grenades incendiaires au phosphore par les portes à l'avant et à l'arrière de l'avion. Les explosions ont projeté l'équipage et les passagers au sol et la cabine s'est remplie d'une fumée épaisse et âcre résultant des incendies. Les agents de bord ont pu ouvrir la sortie de secours au-dessus de l’aile sur un côté de l’avion, l'autre étant bloquée par des hommes armés. L'équipage a tenté d'évacuer le plus de passagers possible par la sortie disponible, mais 29 passagers et la commissaire de bord Diana Perez sont morts dans l'avion, dont les onze passagers de première classe. Quatre responsables marocains se rendant en Iran pour une visite ainsi que Bonnie Erbeck, épouse du capitaine figurent parmi les morts. Le capitaine Erbeck a survécu à l'attaque. Quatorze employés d’Aramco et des membres de leur famille employés ont également été tués. L'avion a été détruit.

## Detournement du vol Lufthansa 303

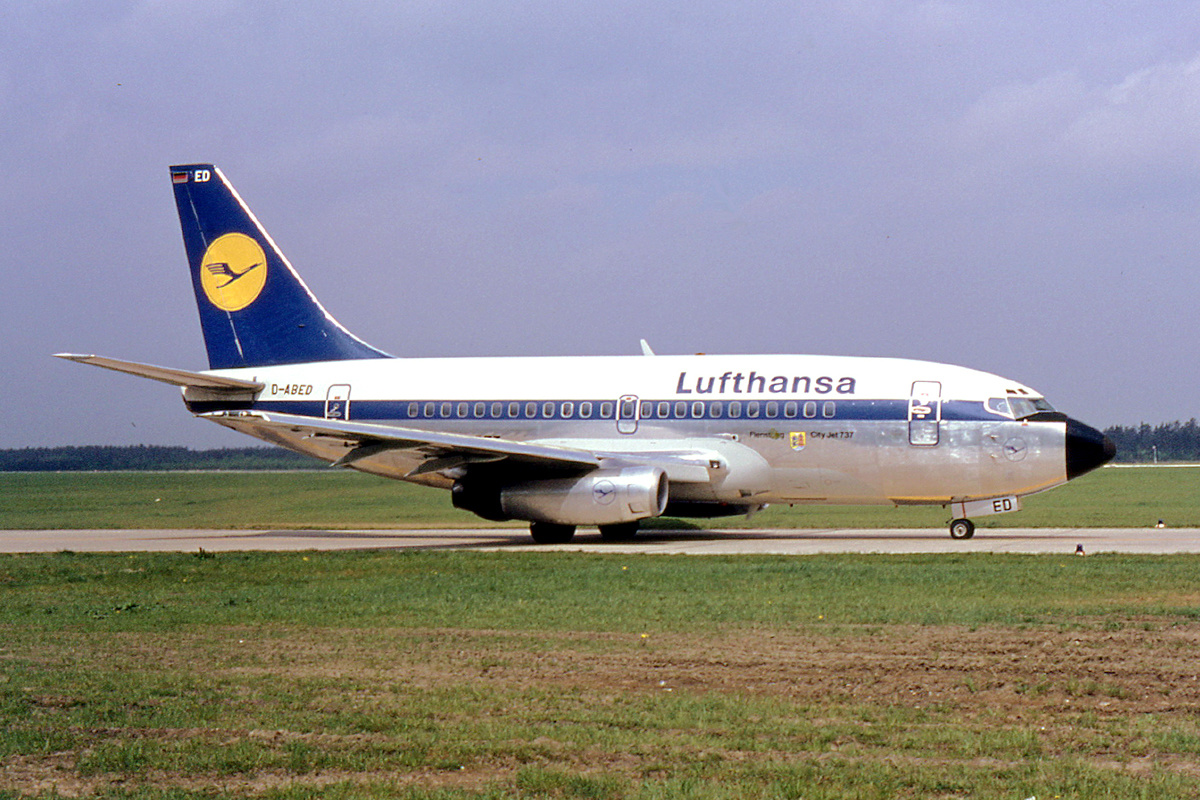
Lufthansa 737-130 D-ABED

D'autres hommes armés ont emmené plusieurs otages italiens et membres d'équipage au sol de Lufthansa dans le Boeing 737 qui préparait le vol LH303 (immatriculation D-ABEY) pour Munich. Antonio Zara (20 ans), un policier des douanes italiennes, a été abattu au sol lors de son arrivée sur le lieu de l'attaque, après l'alarme générale annoncée par la tour de contrôle de l'aéroport. Ils ont ensuite forcé l'équipage, qui était déjà à bord, à déplacer l'avion vers la piste pour décoller. L'avion a été poursuivi, pour la première partie du taxi, par plusieurs véhicules des Carabinieri et de la Guardia di Finanza (police militaire italienne dont les fonctions incluent la police des frontières), qui ont ensuite abandonné la poursuite à la suite des menaces des  terroristes de tuer tous les otages à bord. A 13h32, un peu plus d'une demi-heure après le début de l'action, l'avion décolle pour Athènes où il arrivera à 16h50.

### Escale à Athènes
À leur atterrissage à Athènes, les terroristes ont exigé par radio la libération de deux hommes armés palestiniens responsables d’un précédent attentat contre le terminal de l'aéroport international d'Hellinikon à Athènes. Ils ont affirmé avoir tué cinq otages, y compris le premier officier de l'avion. Les terroristes ont également menacé de faire s'écraser l'avion au beau milieu d'Athènes si leurs demandes n'étaient pas satisfaites. En réalité, un seul otage italien, Domenico Ippoliti, a été tué et un autre blessé. L'avion a décollé de nouveau d'Athènes après seize heures au sol et après que les hommes armés ont libéré l'otage blessé et jeté le corps de l'otage mort sur le tarmac.

### Escale à Damas
L'avion s'est ensuite dirigé vers Beyrouth, où les autorités libanaises ont refusé l'autorisation d'atterrir et ont bloqué la piste avec des véhicules. Chypre a également refusé l'atterrissage. Les terroristes à bord ont finalement ordonné que l'avion atterrisse à Damas, en Syrie, apparemment parce que l'avion manquait de carburant. En Syrie, le général de division Naji Jamil, commandant de l'Armée de l'air syrienne, a tenté de persuader les Palestiniens de libérer les otages, mais ils ont refusé. Les Syriens ont fourni de la nourriture et ont ravitaillé l'avion. Ils ont également soigné une blessure à la tête subie par l'un des pirates de l'air. L'avion a décollé après environ deux à trois heures d'escale.

### Atterrissage au Koweït
L'avion a ensuite pris la direction du Koweït, où les autorités koweïtiennes ont refusé l' atterrissage, mais l'avion a finalement pu atterrir sur une piste secondaire. Après une heure de négociations entre les hommes armés palestiniens et les autorités koweïtiennes les douze otages restants ont été libérés  en échange d'un « passage libre » vers une destination inconnue pour les pirates de l'air. Les terroristes ont été autorisés à conserver leurs armes et ont fait le v de la victoire lorsqu'ils ont quitté l'avion.

## Conséquences
Les autorités koweïtiennes auraient par la suite amené les pirates de l'air dans une base aérienne à des fins d'interrogatoire. Le Koweït a annoncé qu'il n'avait aucune intention de faire subir un procès aux pirates de l'air et a envisagé dans un premier temps de les relâcher au profit de l'Organisation de libération de la Palestine (OLP). En mars 1974, le président égyptien Anouar el-Sadate accepta de les autoriser à se rendre au Caire sous la responsabilité de l'OLP, qui déclara que les deux hommes seraient traduits en justice pour avoir mené une « opération non autorisée ».
Les cinq terroristes ont ensuite été relâchés au cours de négociations lors d'un autre détournement qui s'est déroulé le 22 novembre 1974, avant d'être remis à l'OLP. On ne sait pas ce qu'ils sont devenus après leur retour à l'OLP.

## Galerie

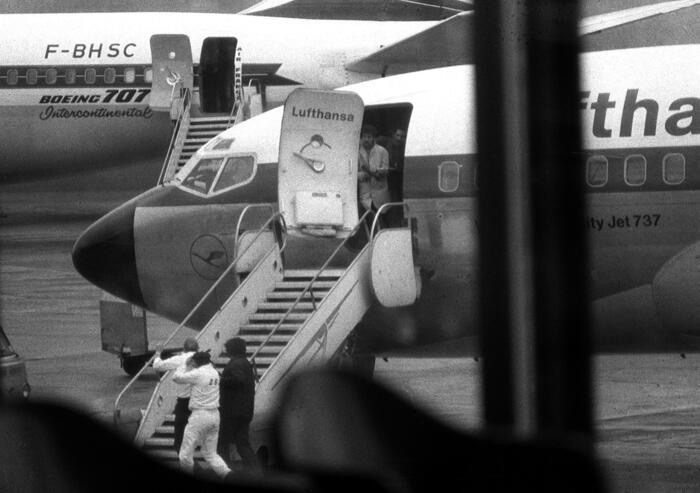
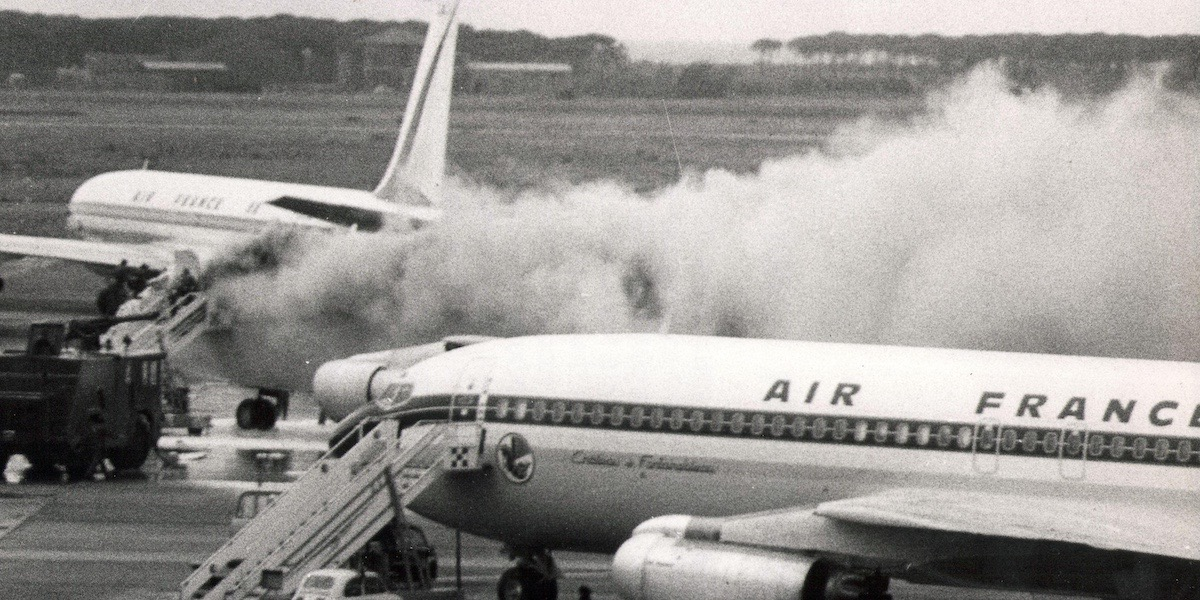
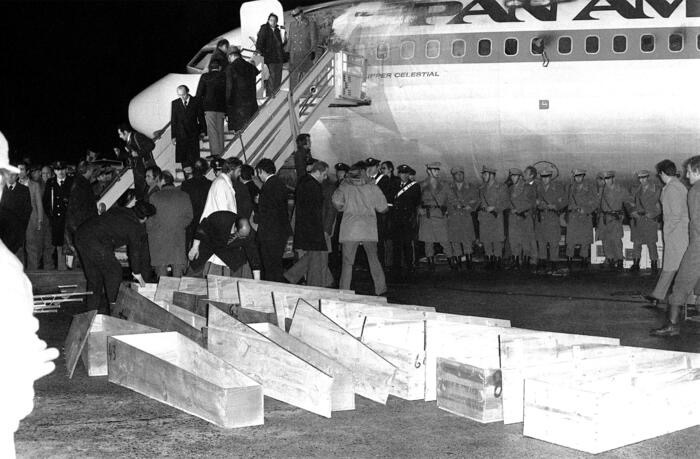
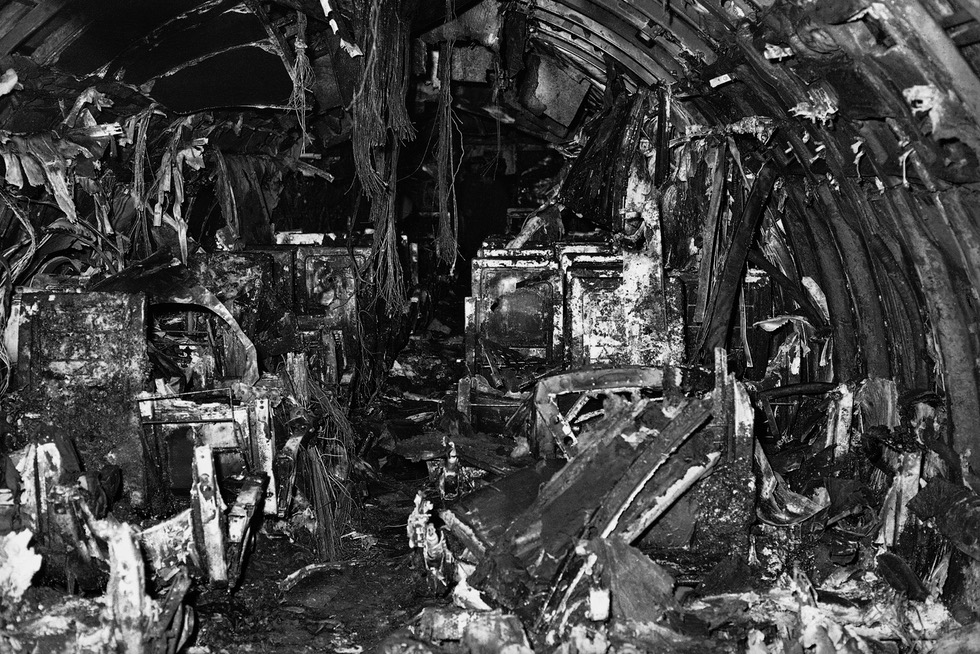
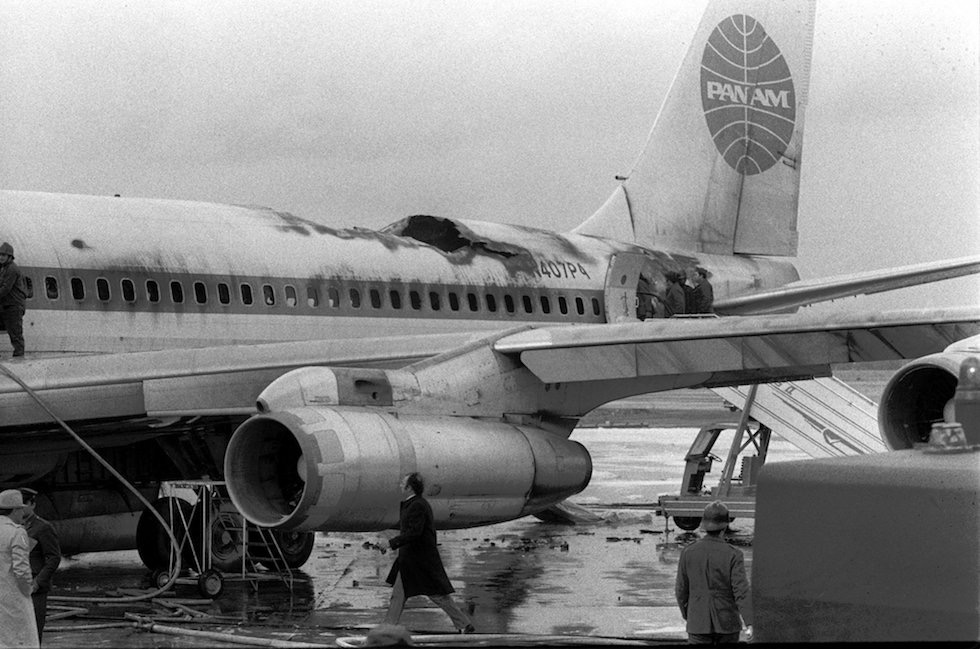
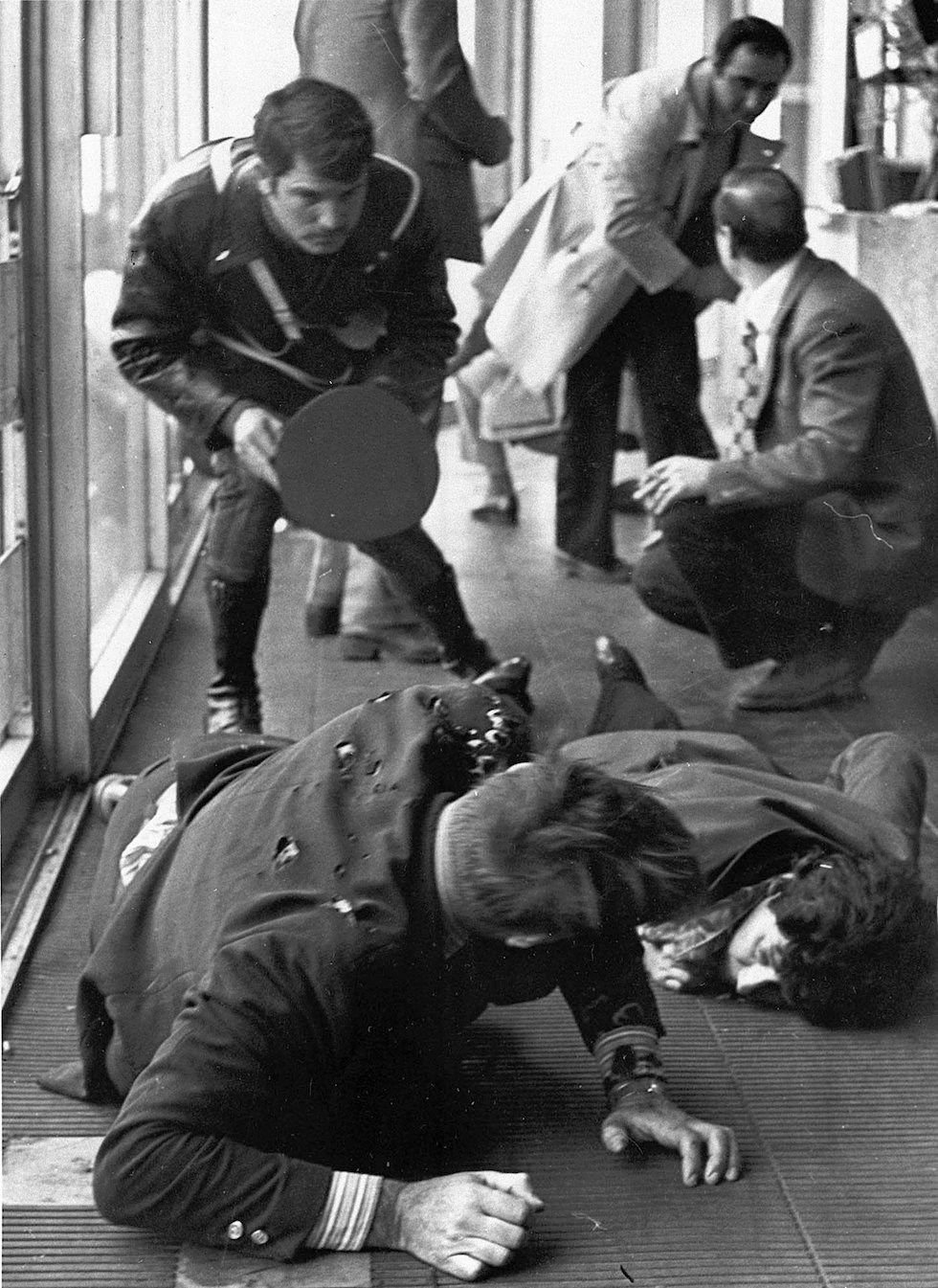

## Sources
- (en) Mort à Rome à bord du vol 110, TIME, le 31 décembre 1973. Récupérée le 10 avril 2007.
- (en) Les pirates de l'air arabes débarquent au Koweït; les otages sont libérés . The New York Times, 19 décembre 1973. Page 1.
- (en) Des guérilleros arabes tuent 31 personnes à Rome lors de l'attaque d'un avion de ligne américain, prennent des otages et vont à Athènes . The New York Times, 18 décembre 1973. Page 1.
- (en) Attaque à Athènes faisant 3 morts, BBC News, 5 août 1973. Récupéré le 10 avril 2007.
- (it) Gabriele Paradisi, Rosaire Prieur, « La strage dimenticata Fiumicino 17 décembre 1973 », sur Google Books, Reggio Emilia, 2015 (consulté le 11 septembre 2019)